# 此ノ木よしる
此ノ木 よしる（このぎ よしる）は、日本の漫画家。女性。神奈川県在住。同人サークル「あいちこ」で同人活動も行なっている。商業デビュー前はubizoと言うペンネームを使用していた。

## 来歴
2010年、『月刊ヤングマガジン』（講談社）にて連載の漫画家とアシスタントのラブコメディを描いた『こみっく☆すたじお』でデビュー。2012年、『ヤングアニマルあいらんど』（白泉社）20号にて、『変女 〜変な女子高生 甘栗千子〜』の読み切りを発表。2013年、『ヤングアニマル』（同）5号より天才エンジニアで社長でもある女子高生による「お仕事コメディ」を描いた『SE』の連載を開始。
2015年より同誌にて、青年と変な女子高生によるラブコメディを描いた『変女 〜変な女子高生 甘栗千子〜』の連載を開始。2019年より同誌にて『変女』と同じ世界観で描かれる同作の新シリーズ『進撃のえろ子さん 〜変なお姉さんは男子高生と仲良くなりたい〜』の連載を開始。

## 作品リスト

### 漫画作品
- こみっく☆すたじお（『月刊ヤングマガジン』2010年3号[10] - 2012年5号[11]） - デビュー作[2]。
- SE（『ヤングアニマル』2013年5号[5] - 2015年2号[12]）
- 変女 〜変な女子高生 甘栗千子〜（『ヤングアニマルあいらんど』20号[4]〈2012年〉 - →『ヤングアニマルイノセント』1号[13] - ・『ヤングアニマル』2015年No.6[7] - ） - 読み切りから連載化[4][7]
- セキララ姫とマイナス王子（『マンガPark』2017年8月7日 - ）
- 進撃のえろ子さん 〜変なお姉さんは男子高生と仲良くなりたい〜（『ヤングアニマル』2019年No.15[8] - ） - 『変女 〜変な女子高生 甘栗千子〜』の新シリーズ[8]。

### 書籍
- 『こみっく☆すたじお』、講談社〈ヤンマガKC〉2011年 - 2012年、全4巻
- 『SE』、白泉社〈ジェッツコミックス〉2013年 - 2015年、全4巻
- 『変女 〜変な女子高生 甘栗千子〜』、白泉社〈ジェッツコミックス〉→〈ヤングアニマルコミックス〉2014年 - 、既刊20巻（2025年5月29日現在）
- 『進撃のえろ子さん 〜変なお姉さんは男子高生と仲良くなりたい〜』、白泉社〈ヤングアニマルコミックス〉2020年 - 、既刊8巻（2025年2月28日現在）

### その他
- アマガミ描き下ろしイラスト集（『ヤングアニマルあいらんど』18号[14]、2012年）イラスト寄稿[14]
- 甘詰留太『ナナとカオル Black Label』第5巻限定版「ファイナル同人誌」（2014年7月29日発売[15]）参加[15]
- 『ナナとカオル』100回記念企画（『ヤングアニマル』2014年22号[16]）コメント寄稿[16]